# FDGB-Bezirkspokal 1963/64
Im FDGB-Bezirkspokal der Saison 1963/64 wurden wie im Vorjahr Finalspiele in den einzelnen Bezirken ausgetragen, deren Finalisten für den FDGB-Pokal 1964/65 teilnahmeberechtigt waren.

## Geschichte
Der Spielbetrieb in den 15 Bezirken wurde vom jeweiligen Bezirksfachausschuss (BFA) durchgeführt, in denen die Mannschaften unterhalb der beiden höchsten Spielklassen (DDR-Oberliga und DDR-Liga) im Ligasystem auf dem Gebiet des Deutschen Fußball-Verbandes (DFV) spielberechtigt waren.
Die BSG Empor Neustrelitz war die einzige Mannschaft, die ihren Pokalsieg aus dem Vorjahr erfolgreich verteidigten konnte. Der BSG Motor Oberlind gelang in diesem Jahr der Pokalsieg, nachdem sie im Vorjahresfinale noch unterlegen waren.
Das Double von Meisterschaft und Pokalsieg erreichte die TSG Wismar, sowie die Betriebssportgemeinschaften (BSG) Empor Neustrelitz, Motor Hennigsdorf und Lokomotive Halberstadt.
Mit der SG Dynamo Adlershof gelang es einer unterklassigen Mannschaft (Bezirksklasse) den Pokal zu gewinnen und gleichzeitig zur Folgesaison in die Bezirksliga aufzusteigen.

## FDGB-Bezirkspokalendspiele
|                         | Bezirkspokalendspiele (Saison 1963/64) |
| Bezirk Rostock          | Sonntag, den 26. April 1964 in Grimmen TSG Wismar – BSG Traktor Lassan 3:2 |
| Bezirk Schwerin         | Mittwoch, den 19. August 1964 in Wittenberge BSG CM Veritas Wittenberge – BSG Lokomotive Wittenberge 2:3 |
| Bezirk Neubrandenburg   | Sonntag, den 19. Januar 1964 in Neubrandenburg BSG Empor Neustrelitz – BSG Demminer Verkehrsbetriebe 1:0 |
| Bezirk Potsdam          | Sonntag, den 05. Juli 1964 in Ludwigsfelde BSG Motor Hennigsdorf – BSG Aufbau Jüterbog 2:1 |
| Ost-Berlin              | Sonntag, den 21. Juni 1964 auf dem Fritz-Lesch-Sportplatz von Ost-Berlin vor 1.000 Zuschauern SG Dynamo Adlershof – SG Adlershof 0:0 n. V. Wiederholungsspiel: Samstag, den 27. Juni 1964 im Hans-Zoschke-Stadion von Ost-Berlin vor 800 Zuschauern SG Dynamo Adlershof – SG Adlershof 8:0 |
| Bezirk Frankfurt (Oder) | Sonntag, den 03. Mai 1964 in Bad Freienwalde BSG Lokomotive Frankfurt/Oder – BSG Stahl Finow 2:2 n. V. Wiederholungsspiel: Donnerstag, den 07. Mai 1964 in Seelow BSG Lokomotive Frankfurt/Oder – BSG Stahl Finow 4:2                                                                      |
| Bezirk Magdeburg        | Sonntag, den 24. Mai 1964 in Haldensleben BSG Lokomotive Halberstadt – ASG Vorwärts Beetzendorf 3:2 |
| Bezirk Halle            | Freitag, den 01. Mai 1964 in Köthen SG Dynamo Eisleben II – BSG Chemie Bitterfeld 0:4 |
| Bezirk Leipzig          | Samstag, den 27. Juni 1964 in Naunhof BSG Empor Wurzen – BSG Aktivist Zwenkau 2:0 |
| Bezirk Cottbus          | Mittwoch, den 03. Juni 1964 in Cottbus BSG Fortschritt Spremberg – BSG Aktivist Laubusch 0:0 n. V. Wiederholungsspiel: Freitag, den 05. Juni 1964 in Cottbus BSG Fortschritt Spremberg – BSG Aktivist Laubusch 1:4                                                                         |
| Bezirk Dresden          | Freitag, den 01. Mai 1964 in Großdubrau SG Dynamo Dresden II – ZSG Seifhennersdorf 5:2 n. V. |
| Bezirk Karl-Marx-Stadt  | Sonntag, den 10. Mai 1964 in Reichenbach BSG Einheit Reichenbach – BSG Einheit Gersdorf 3:1 |
| Bezirk Erfurt           | Donnerstag, den 30. April 1964 in Gotha BSG Fortschritt Apolda – BSG Einheit Breitenbach 1:3 |
| Bezirk Gera             | Mittwoch, den 17. Juni 1964 in Triebes BSG Wismut Gera II – BSG Rotation Blankenstein 3:2 |
| Bezirk Suhl             | Samstag, den 27. Juni 1964 in Suhl BSG Motor Oberlind – BSG Motor Steinbach-Hallenberg 6:0 |